# 파스칼의 원리
파스칼의 원리(Pascal's principle) 또는 유체압력 전달원리(principle of transmission of fluid-pressure)는 유체역학에서 폐관 속의 비압축성 유체의 어느 한 부분에 가해진 압력의 변화가 유체의 다른 부분에 그대로 전달된다는 원리이다. 이 원리는 프랑스 수학자 블레즈 파스칼이 정립했다.

## 파스칼의 원리 계산
1. 유압 장치에서의 압력

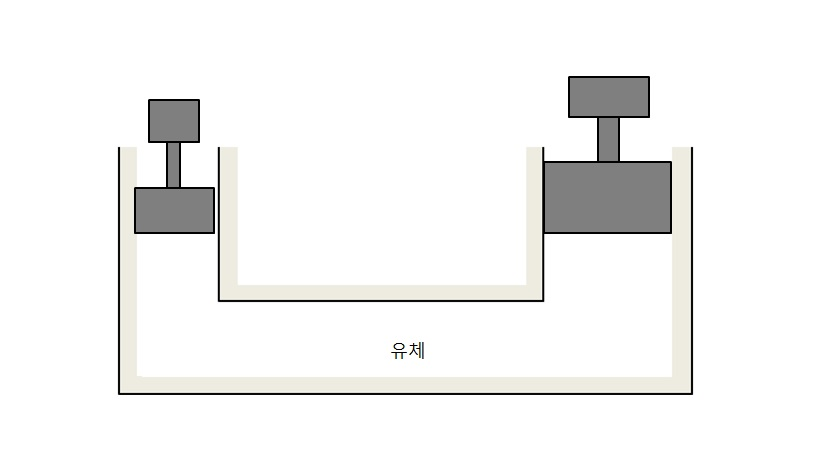
유압 장치의 구조

오른쪽 '유압 장치의 구조' 단면적이 다른 관이 연결되어 피스톤으로 압력을 가할 수 있는 장치가 있다고 가정하자. 유압 장치에는 무게를 무시할 수 있는 유체가 가득 들어 있다.
이때 이 유압 장치의 왼쪽 피스톤에 {\displaystyle F_{A}}의 힘을 가하면 압력은

{\displaystyle P_{A}={\frac {F_{A}}{S_{A}}}}가 된다.

파스칼 원리에 따라 오른쪽 피스톤에 가해지는 압력도 동일하므로

{\displaystyle P_{A}=P_{B}={\frac {F_{B}}{S_{B}}}={\frac {F_{A}}{S_{A}}}}가 된다.
따라서 오른쪽 피스톤에 가해지는 힘은

{\displaystyle F_{B}=F_{A}\times {\frac {S_{B}}{S_{A}}}}

가 된다. 즉 유압 장치에서 {\displaystyle S_{A}}를 작게 하고 {\displaystyle S_{B}}를 크게 할수록 작은 힘을 가했을 때 큰 힘의 효과를 볼 수 있다. 반면 {\displaystyle S_{A}}를 크게하고 {\displaystyle S_{B}}를 작게 할수록 큰 힘을 가했을 때 작은 힘의 효과를 볼 수 있다.

## 같이 보기
- 블레즈 파스칼